# Ясен Захариев
Ясен Захариев Захариев е български философ, университетски преподавател и ценител на виното.

## Биография
Роден е на 7 декември 1973 г. в София. Завършва 8 ЕСПУ „Васил Левски“ в родния си град и философия в Софийския университет „Св. Кл. Охридски“ (1998, магистърска степен), където защитава и докторската си дисертация на тема „Проекции на философията в България от края на XIX до средата на XX век“ (2003).
Хоноруван асистент по „Съвременни философски направления“ в ЮЗУ „Неофит Рилски“ (1998-1999) и по „Теория на познанието“ в СУ „Св. Климент Охридски“ (2001-2007). Щатен асистент по философия в департамент „Антропология“ (2005-2006) и главен асистент по философия в департамент „Философия и социология“ в Нов български университет (2006-2012). От 2012 г. е редовен доцент в департамент „Философия и социология“.
Директор на „Център за документи и архивни фондове“ в НБУ (2006-2016).
Член основател на Института за българска философска култура.
Ясен Захариев е и винен специалист. В дегустациите на DiVino отговаря за Калифорния, Австралия и Нова Зеландия. За пръв път участва във винарска кампания в Калифорния през 1999 г. Работил е последователно в няколко изби в Калифорния и Южна Австралия.

### Монографии
- Магарето на Минерва. София: Нов български университет, 2011, 236 с. (ISBN 978-954-535-644-5)[4].
- Философия и биография. София: Нов български университет, 2012, 176 с. (ISBN 978-954-535-713-8)

### Редакции и съставителства
- Димитър Михалчев, „Философия на историята (Записки по лекциите на проф. Димитър Михалчев)“. - сп. Философски алтернативи, 2010, бр. 6.
- Иван Саръилиев, „История на английската философия“. – сп. Философски алтернативи, 2007, бр. 6.
- Иван Саръилиев, Meditationes, София: НБУ, 2005.
- Иван Саръилиев, Усилието да узнаваш, София: НБУ, 2004.
- Дейвид Едмъндс и Джон Айдинау. Ръженът на Витгенщайн: Историята на един десетминутен спор между двама велики философи, София: 41Т, 2004.